# トゥルヴァス
トゥルヴァス（Turvas）は、インド神話の登場人物。月種族の王ヤヤーティとデーヴァヤーニーの子で、ヤドゥの弟。ドルヒユ、アヌ、プルと異母兄弟。インド北西部のヤヴァナ族（ギリシア人）の祖とされる。父ヤヤーティは呪いによって年老いたとき、息子たちに自分の代わりに呪いを受けることを求めた。しかしトゥルヴァスは、老いは楽しみ、力、容姿、知を失わせるとして拒否したため、ヤヤーティによって野蛮人の王となるよう言われた。こうしてトゥルヴァスは父の願いを拒否した他の兄弟たちと同様に辺境に追われ、ヤヴァナ族の祖となった。